# Miroir ardent
Les miroirs ardents permettent d'enflammer à distance des matériaux.

## Dispositif didactique

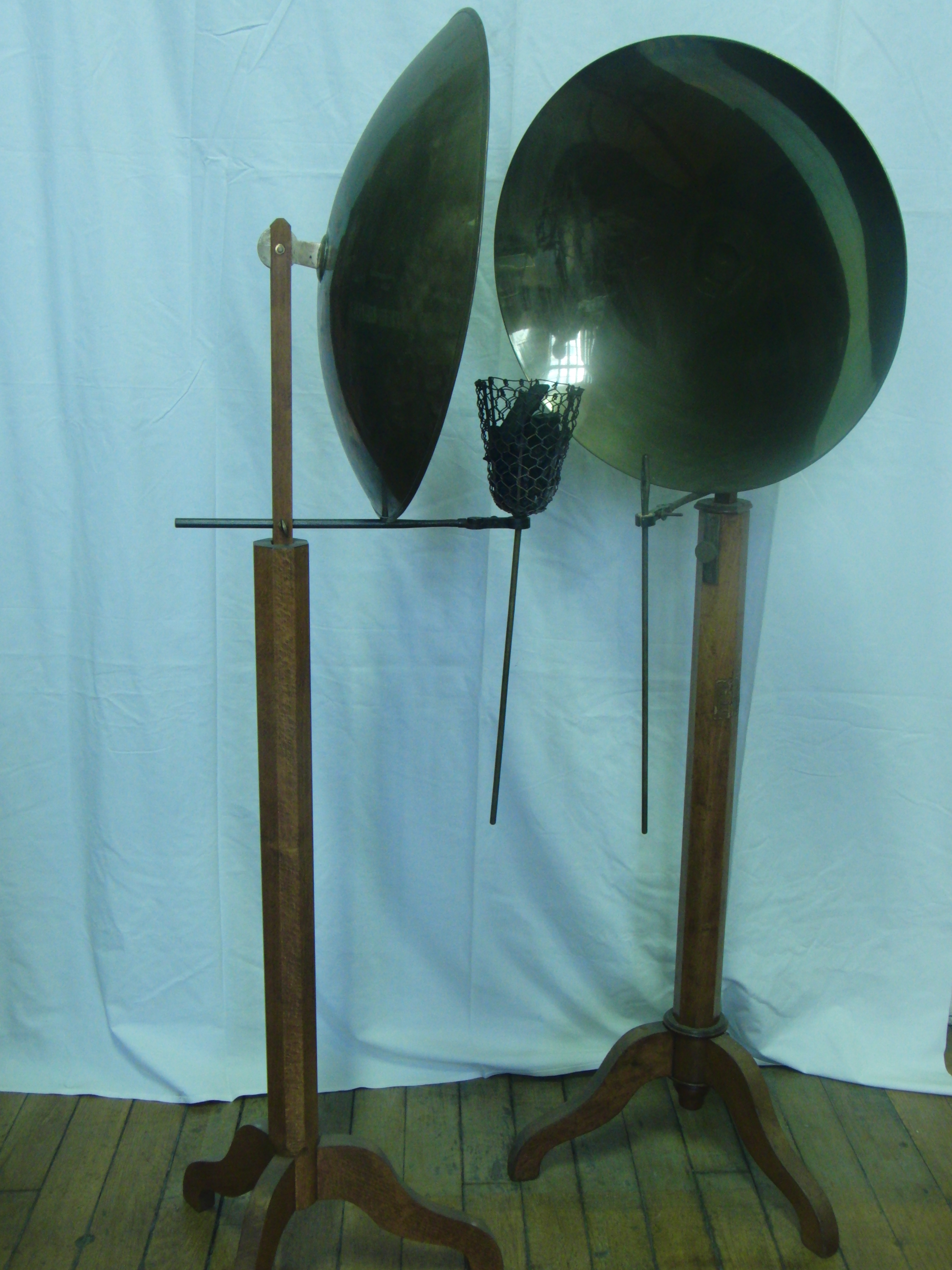
Miroirs ardents

On appelle aujourd'hui miroirs ardents un dispositif expérimental utilisé notamment dans les cabinets scientifiques des XVIIe et XVIIIe siècles. Il s'agit de deux miroirs métalliques concaves (paraboliques) aux foyers desquels on peut placer des corbeilles, l'une contenant des charbons ardents, l'autre (le plus souvent) de l'amadou.
Lorsque les deux miroirs sont en face l’un de l’autre, la lumière rayonnée depuis les charbons ardents arrive sur l’amadou qui prend feu.

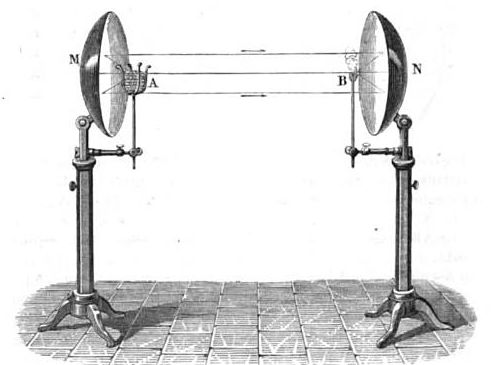
Illustration du fonctionnement des miroirs ardents

Ces appareils illustrent donc la propagation de la chaleur sous forme de rayonnement lumineux (rayonnement thermique) dans l'infrarouge essentiellement.

## Historique

### Archimède et le siège de Syracuse

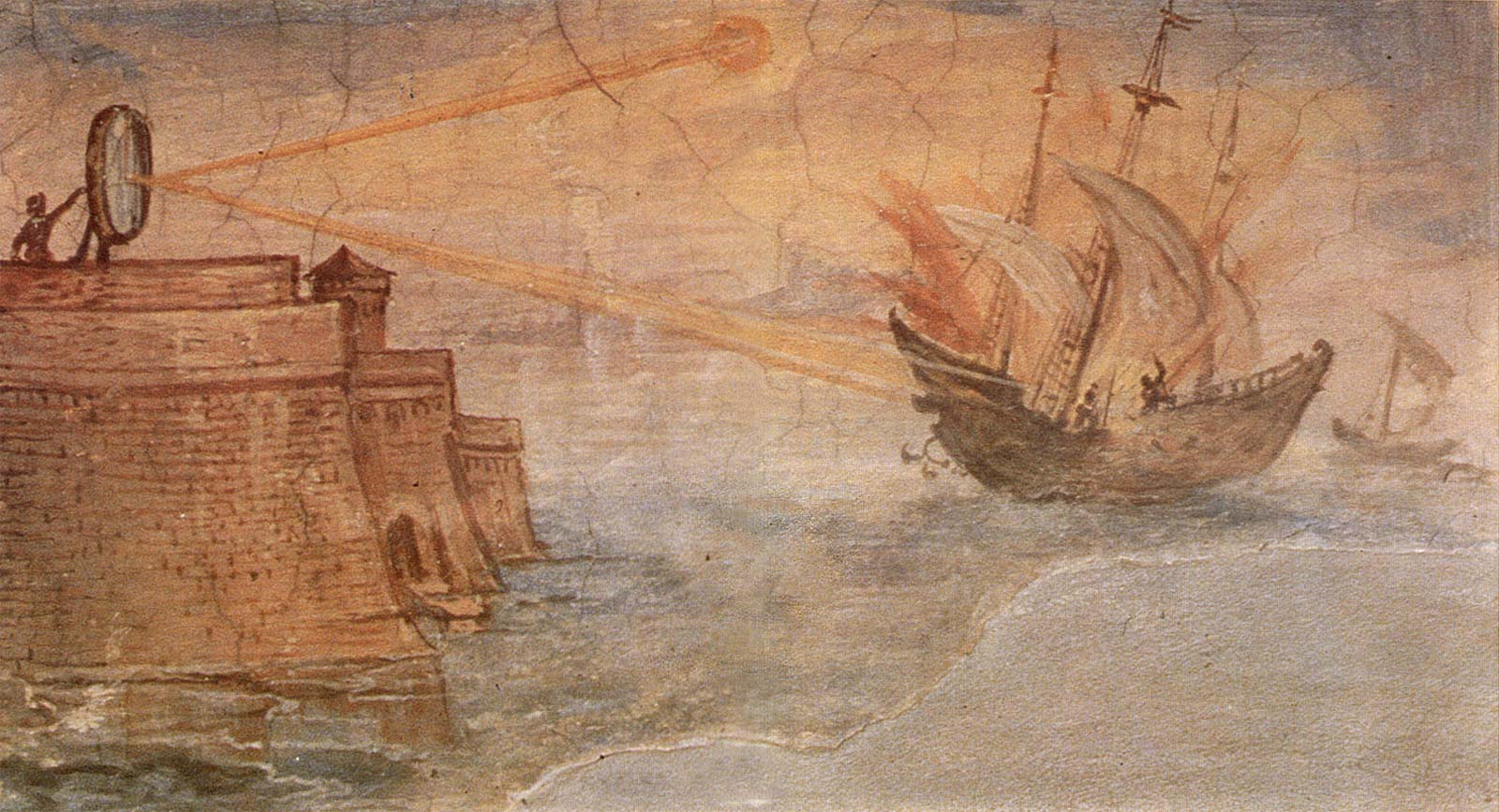
Le miroir d'Archimède met le feu à un navire de guerre romain.

Archimède est réputé pour être fin stratège et l'inventeur de nombre de machines de guerre, notamment lors de la deuxième guerre punique pour le célèbre siège de Syracuse (213 av. J.-C.), alliée aux Carthaginois, afin de résister aux troupes romaines conduites par le général Marcellus. La légende veut qu'il ait mis au point des miroirs géants pour réfléchir et concentrer les rayons du soleil dans les voiles des navires romains et ainsi les enflammer. Les historiens antiques qui décrivent le plus précisément le siège de Syracuse n'évoquent jamais cette anecdote. Polybe (vers 203-120 av. J.-C.) reste silencieux quant à cette affaire de miroir ardent, tout comme Tite-Live (59 av. J.-C. - 17 apr. J.-C.) et Plutarque (45-125 apr. J.-C.). Il faut attendre des auteurs tardifs pour mettre au jour les premières évocations de ce système de défense. En effet, la première mention date du VIe siècle et se trouve dans un ouvrage de l'ingénieur et architecte byzantin Anthémius de Tralles (vers 474-vers 534 apr. J.-C.), consacré aux Machines extraordinaires. 

### Démonstration du Comte de Buffon au roiLouisXV
En 1747, fasciné par le rapport entre la lumière et la chaleur, le Comte de Buffon prouve au château de la Muette, en présence du roi Louis XV, lors d’une véritable exhibition, la réalité des miroirs ardents d’Archimède devant un public composé de gens de qualité ; mais il observe qu'un miroir parabolique, outre les difficultés de réalisation, est moins efficace qu'une batterie de miroirs plans échelonnés selon un arc de parabole. Dans son rapport de l'expérience à l'Académie des sciences, Buffon signale la difficulté à faire fabriquer des lentilles suffisamment épaisses par les fabricants ; il reproche à Descartes d'avoir affirmé que la taille du miroir est indifférente à l'intensité réfléchie, et d'avoir négligé ce qu'on appelle aujourd'hui les pertes par conduction thermique ; enfin, à 
Du Fay, d'avoir estimé que les récits des miroirs ardents d'Archimède n'étaient qu'une fiction.

## Controverses
De nombreux scientifiques doutent néanmoins aujourd'hui de la vraisemblance des faits proposés concernant les miroirs géants lors du siège de Syracuse. Descartes a été le premier détracteur de la prouesse attribuée à Archimède et, depuis, le scepticisme est toujours de rigueur dans la communauté scientifique.
En 1977, le physicien anglais D.L. Simms, spécialiste de la combustion, se penche à nouveau sur la question : d'après lui, si les preuves historiques restent très légères, il est techniquement et scientifiquement impossible qu'Archimède ait été en mesure de réaliser l'exploit de brûler à distance les navires ennemis à l'aide de miroirs ardents.
Difficile de croire, en effet, qu'à cette époque le savant ait pu disposer des connaissances et des moyens techniques suffisants pour mener à bien le prodige. Toutefois, en 1973, l'ingénieur grec Ioannis Sakkas avait montré que de bons résultats auraient pu être obtenus avec des miroirs métalliques. Il a pour cela utilisé des panneaux métalliques aux dimensions proches de celles du bouclier grec standard (1,70 × 0,70 m), en les patinant d'une mince couche de bronze dépoli (pour pousser la précision du détail historique). Il a testé son matériel au Pirée, sur un modèle réduit de galère (3,60 mètres de longueur) à une cinquantaine de mètres : l'embarcation s'est vivement enflammée en deux minutes. Simms lui-même doit concéder qu'à Syracuse, par beau temps, l'effet aurait pu être encore plus rapide. Toutefois, il faut imaginer que le navire soit exactement situé au point de focalisation des rayons, ce qui semble délicat dans la réalité d'une bataille.

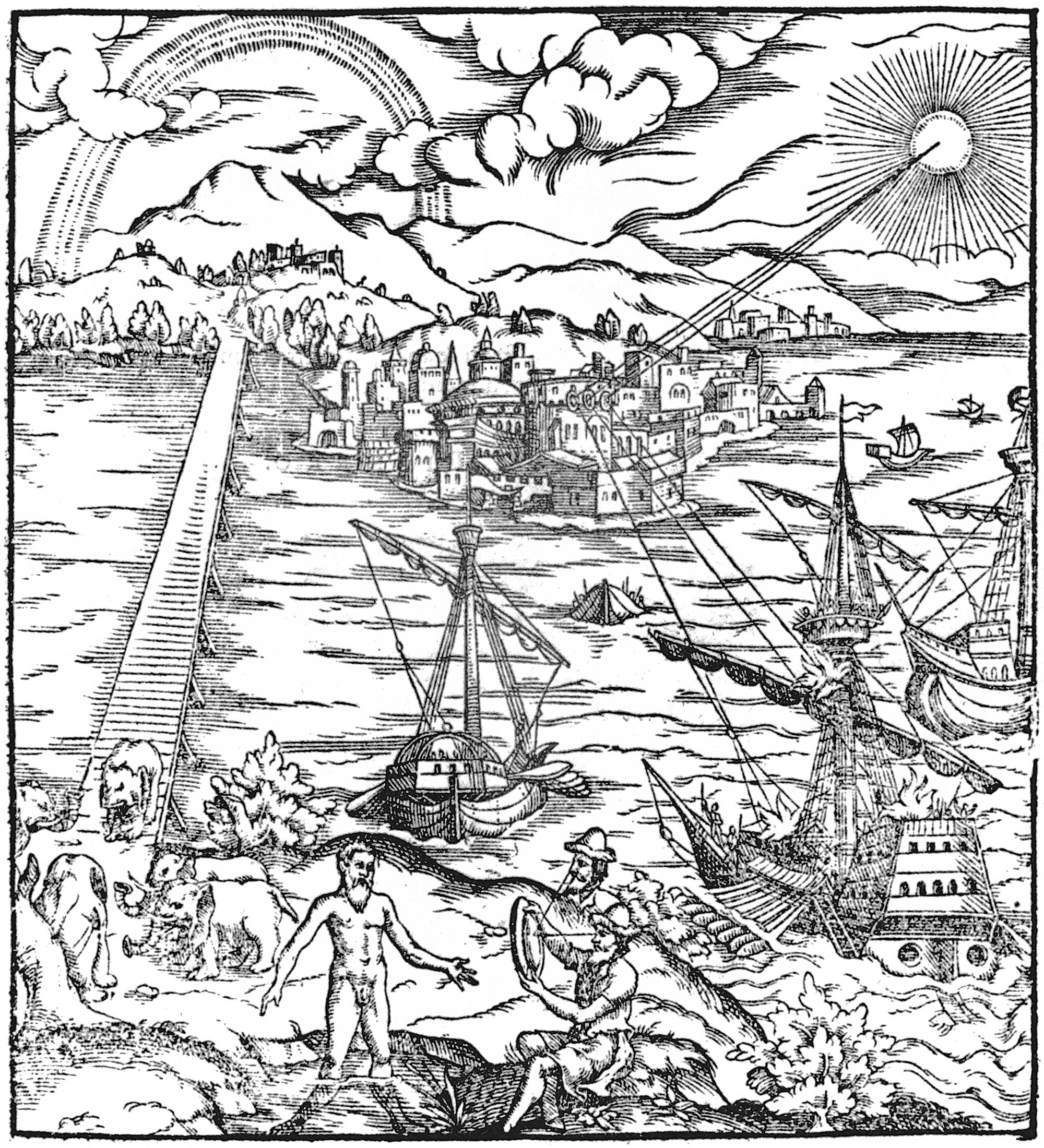
Utilisation du soleil pour défendre Syracuse

Une expérience menée par des étudiants du Massachusetts Institute of Technology (MIT) en octobre 2005 semblait démontrer que cette hypothèse était réaliste. Le professeur David Wallace et ses étudiants parvinrent en effet à enflammer une reconstitution de bateau romain à 30 mètres de distance en dix minutes. Cependant, cette expérience avait été menée hors de l’eau, sur du bois sec, sur une cible immobile et à l’aide de miroirs ordinaires et non de miroirs en bronze comme ceux de l’époque d’Archimède.
L’expérience fut renouvelée lors de l’émission de télévision MythBusters sur Discovery Channel en janvier 2006 ; le professeur Wallace et l’équipe d’étudiants du MIT furent invités à prendre part à cette nouvelle tentative. Cependant, cette reconstitution fut recréée dans des conditions beaucoup plus réalistes et donna des résultats très différents. Tout d’abord, l’équipe de Mythbusters choisit pour cible un véritable bateau dont la coque était par conséquent gorgée d’humidité. Celui-ci restera totalement immobile pendant toute l’expérience. Ensuite, les participants utilisèrent des miroirs de bronze poli, les seuls disponibles à l’époque d’Archimède. Après plusieurs essais à l’aide de différents miroirs, les participants furent incapables de bouter le feu au navire à 30 mètres de distance, réussissant simplement à faire fumer la coque sans qu’elle prenne feu et à condition que le bateau reste strictement immobile. Une tentative menée sur les voiles du navire n’aboutit tout simplement à aucun résultat, les voiles blanches renvoyant la chaleur des rayons lumineux et sortant constamment du foyer en raison du vent. Enfin, une nouvelle tentative à 20 mètres à l’aide de miroirs ordinaires et sur un navire toujours immobile parvint à enflammer péniblement la coque après quelques minutes.
Les nombreuses difficultés rencontrées lors de l’expérience montrent, selon toute vraisemblance, que l'épisode des miroirs d’Archimède n'est qu'une légende. Plusieurs facteurs tendent à prouver cela :
- Syracuse fait face à la mer par l’Est, ce qui aurait forcé Archimède à utiliser les rayons du soleil du matin, moins puissants que ceux de midi.
- Les miroirs ne peuvent fonctionner que lorsque le soleil est visible, ce qui rend cette « arme » peu fiable car entièrement à la merci de l’état du ciel.
- Les navires romains étaient vraisemblablement en mouvement, ce qui complique fortement la tâche pour trouver le foyer. Pour être efficaces, les miroirs auraient dû fonctionner très rapidement, ce qui ne fut pas le cas lors de la reconstitution.
- Les voiles n’auraient pas pu être prises pour cible, car leur couleur claire renvoie mieux les rayons lumineux et ne concentre pas la chaleur aussi bien que la coque ; de plus, les voiles sont constamment en mouvement à cause du vent et par conséquent, sortent sans cesse du foyer.
- Historiquement, il n’est fait mention de l’utilisation de miroirs lors du siège de Syracuse que 800 ans après les faits, ce qui rend l’anecdote assez douteuse[5]. Plusieurs auteurs plus anciens relatant cet épisode ne mentionnent ni les miroirs, ni même l’incendie des navires romains. L'historien Tite-Live (XXIV-34) décrit le rôle important d'Archimède comme ingénieur dans la défense de sa ville (aménagement des remparts, construction d'archères, construction de petits scorpions et différentes machines de guerre), mais il ne dit pas un mot de ces fameux miroirs. De même, il raconte la prise de Syracuse, organisée pendant la nuit non par crainte du soleil, mais pour profiter du relâchement général lors de trois jours de festivités (généreusement arrosées) en l'honneur de la déesse Diane. (XXV-23)
- L’utilisation de miroirs mobiliserait un grand nombre de personnes pour des résultats peu probants. 300 miroirs furent ainsi utilisés pour la reconstitution lors de l’émission, et à la fin de l’émission, un vent assez faible en renversa un grand nombre, dont plusieurs furent brisés par la chute.

## Applications

### Four solaire

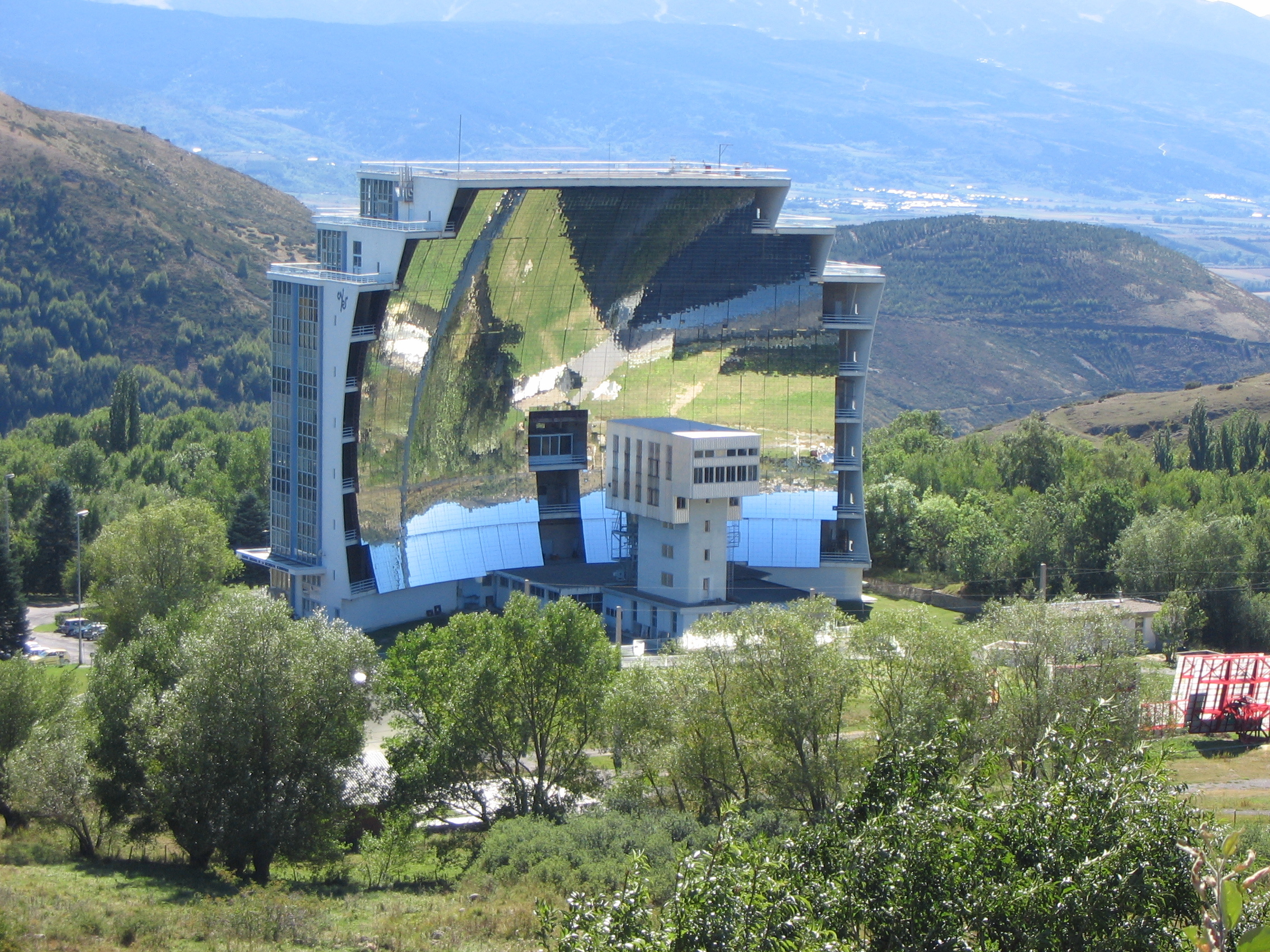
Le grand four solaire d'Odeillo, 1000 kW.

Concentrer la lumière en un point grâce à un miroir pour augmenter la température est également le principe des fours solaires dont le plus puissant est celui d'Odeillo, mis en service en 1970, où une température de 3 500 °C peut être atteinte.

### Centrale solaire à concentration
Une autre application du principe des miroirs ardents s'est trouvée dans la production d'énergie dans les centrale solaire thermodynamiques. Ainsi, la Centrale solaire d'Ivanpah concentre l'énergie de plus de cent mille miroirs pour générer de l'énergie électrique.